# أمامة أخت نصيب
أمامة أخت نصيب الشاعر جارية من ذوات العقل والرأى، كانت على عهد عبدالعزيز بن مروان، وكان أخوها نصيب يقول شعرا جيدا، فسمعه عبد العزيز بن مروان، فأعجب به، فاشتراه وأعتقه، فذكر له أخته أمامة، فاشتراها وأعتقها.